# باتودا (بافيا)
باتودا (بالإيطالية: Battuda)‏ هي بلدة تقع في مقاطعة بافيا بإقليم لومبارديا في شمال إيطاليا. تبلغ مساحة هذه المدينة 7 (كم²)، وترتفع عن سطح البحر م، بلغ عدد سكانها 339 نسمة في عام 2004 حسب إحصاء المعهد الوطني للإحصاء.

## السكان
في سنة 1861 بلغ عدد السكان 900 نسمة، وتطور العدد ليصل في سنة 2011 لـ 582 نسمة.
يظهر هذا المخطط البياني تطور النمو السكاني لـ باتودا (بافيا)